# Wyższa Hanzeatycka Szkoła Zarządzania w Słupsku
Wyższa Hanzeatycka Szkoła Zarządzania w Słupsku – uczelnia niepubliczna, która powstała w kwietniu 1995 roku jako Wyższa Szkoła Zarządzania. Założycielem Uczelni była Pomorska Agencja Rozwoju Regionalnego S.A. Szkoła wydawała wiele pozycji skryptowych przydatnych dla studentów na kierunkach ekonomicznych, zarządzania i marketingu oraz bankowości i finansów, zeszyty naukowe oraz Słupskie Studia Regionalne. Z dniem 1 kwietnia 2016 roku zostało rozpoczęte postępowanie likwidacyjne Uczelni, które ma się zakończyć 1 października konsolidacją z Akademią Pomorską w Słupsku. Wszyscy studenci zamykanej Uczelni po wyrażeniu zgody w nowym roku akademickim staną się słuchaczami Akademii Pomorskiej.

## Rektorzy
- prof. zw. dr hab. Edmund Ignasiak 1995–2001
- prof. dr hab. Magdalena Jerzemowska 2001–2002
- prof. zw. dr hab. Eugeniusz Janowicz 2002–2008
- dr Antoni Szreder prof. WHSZ 2008–2012
- dr inż. Monika Zajkowska 2012–2016

## Jednostki Uczelni
- Katedra Finansów
- Katedra Zarządzania
- Katedra Turystyki i Rekreacji
- Katedra Ekonomii
- Studium Języków Obcych
- Studium Wychowania Fizycznego